# Porto Rico nos Jogos Olímpicos de Verão de 1988
Porto Rico participou dos Jogos Olímpicos de Verão de 1988 em Seul, na Coreia do Sul. Foi a décima primeira participação do país em Jogos Olímpicos de Verão.